# Feketelábú daknisz
A feketelábú daknisz (Dacnis nigripes) a madarak osztályának verébalakúak (Passeriformes) rendjébe és a tangarafélék (Thraupidae) családjába tartozó faj.

## Rendszerezése
A fajt August von Pelzeln osztrák ornitológus írta le 1856-ban.

## Előfordulása
Brazília délkeleti részén honos. Természetes élőhelyei a szubtrópusi és trópusi síkvidéki és hegyi esőerdők. Állandó, nem vonuló faj.

## Megjelenése
Testhossza 11 centiméter, testtömege 11–15,5 gramm. A hím kék és fekete tollazatú, a tojó barnás.

## Életmódja
Rovarokkal, apró gyümölcsökkel, virágnektárral és magvakkal táplálkozik.

## Természetvédelmi helyzete
Az elterjedési területe elég kicsi és széttöredezett, egyedszáma 6700 példány alatti és csökken. A Természetvédelmi Világszövetség Vörös listáján mérsékelten fenyegetett fajként szerepel.